# Alfredo Lobeiras Sánchez
Alfredo Lobeiras, més conegut com a Fredi (Gijón, 7 de maig de 1974) és un exfutbolista asturià, que jugava com a migcampista.

## Trajectòria
Després de passar per La Braña i per les categories inferiors de l'Sporting de Gijón, debuta amb el primer equip en tres partits de la temporada 94/95. Sense lloc en l'Sporting, és cedit tres campanyes consecutives: primer a la UE Lleida, després al CA Osasuna i finalment al CF Extremadura, tots tres a Segona i en tots tres jugant gairebé la trentena de partits. Només jugaria un partit més amb l'Sporting a Primera, a la temporada 97/98.
La temporada 98/99, amb els asturians que acabaven de descendir de categoria, Fredi va formar part del planter, però una lesió el va mantindre fora quasi tota la campanya. El 1999 i tras quallar una bona actuació de nou al CF Extremadura, fitxa pel Sevilla FC.
La temporada 00/01 va ser la més destacada de l'asturià, una de les peces clau del retorn sevillà a primera divisió. Va jugar 32 partits i va marcar un gol. Posteriorment, formaria part dos anys més del conjunt andalús, però amb una aportació més irregular.
El Sevilla també el va cedir, primer al Reial Múrcia CF (03/04), i després al Cadis CF, fins que a l'agost del 2005 va rescindir el seu contracte amb el Sevilla FC. Fitxa llavors pel CE Castelló, on amb prou feines hi roman tres mesos abans de deixar el conjunt valencià i marxar a la UD Las Palmas, que va pujar a Segona eixe any.
Amb els canaris va disputar la seua darrera temporada a la categoria d'argent, la temporada 06/07, en la qual jugaria 18 partits i marcaria un gol. Finalment, recalaria la temporada 07/08 al Marino de Luanco, per penjar les botes al final d'eixa campanya.